# Valentina Zenere
Valentina Zenere (Buenos Aires, 15 de janeiro de 1997) é uma atriz, cantora e modelo argentina. Ficou mais conhecida por interpretar o papel da vilã Ámbar Smith na telenovela argentina Soy Luna, do Disney Channel, e Isadora Artiñán na série de televisão espanhola Élite, da Netflix.

## Carreira
Valentina desde muito pequena mostrou gosto pela arte, a partir de 6 anos fazendo teatro e comédia musical. Ela apareceu pela primeira vez nas telas em um comercial para a Barbie. Seu primeiro papel foi em 2010, aos 13 anos, quando foi chamada por Cris Morena para participar da 4ª temporada de Casi Angeles, onde interpretou Alai Inchausti / Alai Morales Romero, filha de Tacho (Nicolas Riera) e Jasmine (María Eugenia Suárez).
Em 2011, ela fez uma aparição em Los únicos interpretando Jessica Cervantes. Naquele mesmo ano, serviu como modelo, e fazer parte da equipe de juventude Multitalent Agency, onde ela foi chamada para a campanha de Sweet Victorian e Tutta La Frutta. Também fez publicidade para Para Teens, Tuboos e Doll Fins.
Em 2013, ela conseguiu o papel de Mara Ulloa para interpretar a meia-irmã de Maia (Mariel Percossi) na série Aliados, um papel que continuou na segunda temporada do programa, em 2014.
Em 2016, forma parte do elenco de Soy Luna interpretando Âmbar Smith na telenovela do Disney Channel, fazendo parte das duas trilhas sonoras da primeira temporada e ganhando vários prêmios por seu desempenho.
Em 2022 ela estreou em Élite, série de sucesso da Netflix, interpretando Isadora Artinãn. Nesse mesmo ano, lançou sua primeira música denominada de "Cero Coma".

## Filmografia
| Ano       | Título               | Papel                                | Notas                                |
| --------- | -------------------- | ------------------------------------ | ------------------------------------ |
| 2010      | Casi ángeles         | Alaí Inchausti / Alaí Morales Romero | Elenco principal                     |
| 2011      | Los únicos           | Jéssica Cervantes                    |                                      |
| 2013–2014 | Aliados              | Mara Ulloa                           | [ 3 ]                                |
| 2016–2018 | Soy Luna             | Âmbar Smith                          | Elenco principal (antagonista)       |
| 2019      | Juacas               | Âmbar Smith                          | Participação                         |
| 2020      | Las chicas del cable | Camila Salvador                      |                                      |
| 2022–2024 | Elite                | Isadora Artiñán                      | Principal (a partir da 5ª Temporada) |

## Discografia
| Trilhas sonoras | Trilhas sonoras | Trilhas sonoras     |
| Ano             | Canção | Álbum               |
| --------------- | --- | ------------------- |
| 2016            | "Mírame a mí" | Soy Luna            |
| 2016            | "Prófugos" (com Ruggero Pasquarelli) | Soy Luna            |
| 2016            | "Camino" (com Elenco de Soy Luna) | Soy Luna            |
| 2016            | "Sobre Ruedas" (com Karol Sevilla, Chiara Parravicini, Ana Jara, Malena Ratner, Katja Martinez & Carolina Kopelioff )                              | Soy Luna            |
| 2016            | "Chicas así" (com Malena Ratner e Katja Martinez)                                                                                                  | Música en ti        |
| 2016            | "Vuelo" (com Elenco de Soy Luna) | Música en ti        |
| 2016            | "A rodar mi vida" (com Elenco de Soy Luna) | Música en ti        |
| 2016            | "Alas (Radio Disney Vivo)" (com Elenco de Soy Luna)                                                                                                | Música en ti        |
| 2017            | "¿Cómo Me Ves?" | La vida es un sueño |
| 2017            | "Valiente" (com Elenco de Soy Luna) | La vida es un sueño |
| 2017            | "Cuenta Conmigo" (com Elenco de Soy Luna) | La vida es un sueño |
| 2017            | "I've Got a Feeling" (com Karol Sevilla, Chiara Parravicini, Ruggero Pasquarelli, Michael Ronda, Lionel Ferro & Gastón Vietto)                     | La vida es un sueño |
| 2017            | "Footloose" (com Elenco de Soy Luna) | La vida es un sueño |
| 2017            | "Catch Me If You Can" | La vida es un sueño |
| 2017            | "Siempre Juntos (Versión Grupal)" (com Elenco de Soy Luna)                                                                                         | La vida es un sueño |
| 2017            | "Cuenta Conmigo (AtellaGali Remix)" (com Elenco de Soy Luna)                                                                                       | Soy Luna Remixes    |
| 2017            | "I've Got a Feeling (AtellaGali Remix)" (com Karol Sevilla, Chiarra Parravicini, Ruggero Pasquarelli, Michael Ronda, Lionel Ferro e Gastón Vietto) | Soy Luna Remixes    |
| 2017            | "Siempre Juntos (AtellaGali Remix)" (com Elenco de Soy Luna)                                                                                       | Soy Luna Remixes    |
| 2018            | "Claroscuro" | Modo Amar           |
| 2018            | "Solos" (com Michael Ronda) | Modo Amar           |
| 2018            | "Mano a Mano (com Karol Sevilla, Carolina Kopelioff, Malena Ratner, Chiara Parravicini, Ana Jara & Katja Martínez)                                 | Modo Amar           |
| 2018            | "Todo Puede Cambiar" (com Elenco de Soy Luna) | Modo Amar           |

## Prêmios e indicações
| Ano  | Prêmio                            | Categoria      | Trabalho | Resultado | Ref   |
| ---- | --------------------------------- | -------------- | -------- | --------- | ----- |
| 2016 | Kids Choice Awards México 2016    | Vilão Favorito | Soy Luna | Vencedora | [ 6 ] |
| 2016 | Kids Choice Awards Colômbia 2016  | Vilão Favorito | Soy Luna | Vencedora | [ 7 ] |
| 2016 | Kids Choice Awards Argentina 2016 | Vilão Favorito | Soy Luna | Vencedora | [ 8 ] |
| 2017 | Kids Choice Awards Colômbia 2017  | Chica Trendy   | Soy Luna | Vencedora |       |
| 2017 | Kids Choice Awards Argentina 2017 | Vilão Favorito | Soy Luna | Indicada  |       |